# Dechambrophylla longiclava
Dechambrophylla longiclava är en skalbaggsart som beskrevs av Marc Lacroix 1999. Dechambrophylla longiclava ingår i släktet Dechambrophylla och familjen Melolonthidae. Inga underarter finns listade i Catalogue of Life.